# Hypocyrtus
Hypocyrtus is een geslacht van Phasmatodea uit de familie Pseudophasmatidae. De wetenschappelijke naam van dit geslacht is voor het eerst geldig gepubliceerd in 1908 door Redtenbacher.

## Soorten
Het geslacht Hypocyrtus omvat de volgende soorten:
- Hypocyrtus ornatissimus (Brunner von Wattenwyl, 1907)
- Hypocyrtus postpositus Redtenbacher, 1908
- Hypocyrtus scythrus (Westwood, 1859)